# Campos y Salave
Campos y Salave es una parroquia y un pueblo del concejo de Tapia de Casariego en la Comarca del Eo-Navia, Principado de Asturias, España.

## Geografía
El nombre completo de la parroquia es el de Santa María de Campos y Salave. Tiene una superficie de 10,88 km² y suma 300 habitantes en 2022. Se asienta sobre la rasa costera.
El poblamiento está disperso, situándose a lo largo de la carretera N-634 en los núcleos de Campos y Salave, El Cortaficio, As Folgueiras, El Rabote y A Rebollada.
La actividad más importante ha sido la ganadería, con la presencia de alguna industria automovilística y otras. 
Se celebran fiestas de Nuestra Señora de A Porteiría en septiembre, las de la Concepción en diciembre y la de San Isidro en mayo.

## Historia
Procede de la fusión de dos parroquias, la de San Salvador de Salave y la de Santa María de Campos, pero se unieron en una en 1891. La antigua parroquia de Salave procedía de un convento situado en Balmorto desde el siglo X. Tras la fusión, a principios del siglo XX se edificó la actual iglesia al estilo de las iglesias existentes en la costa occidental asturiana, como las de Tapia de Casariego o la de Otur entre otras. 

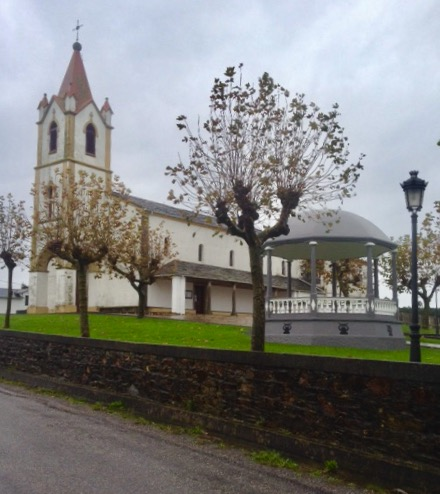
Iglesia parroquial de Santa María y kiosco de música

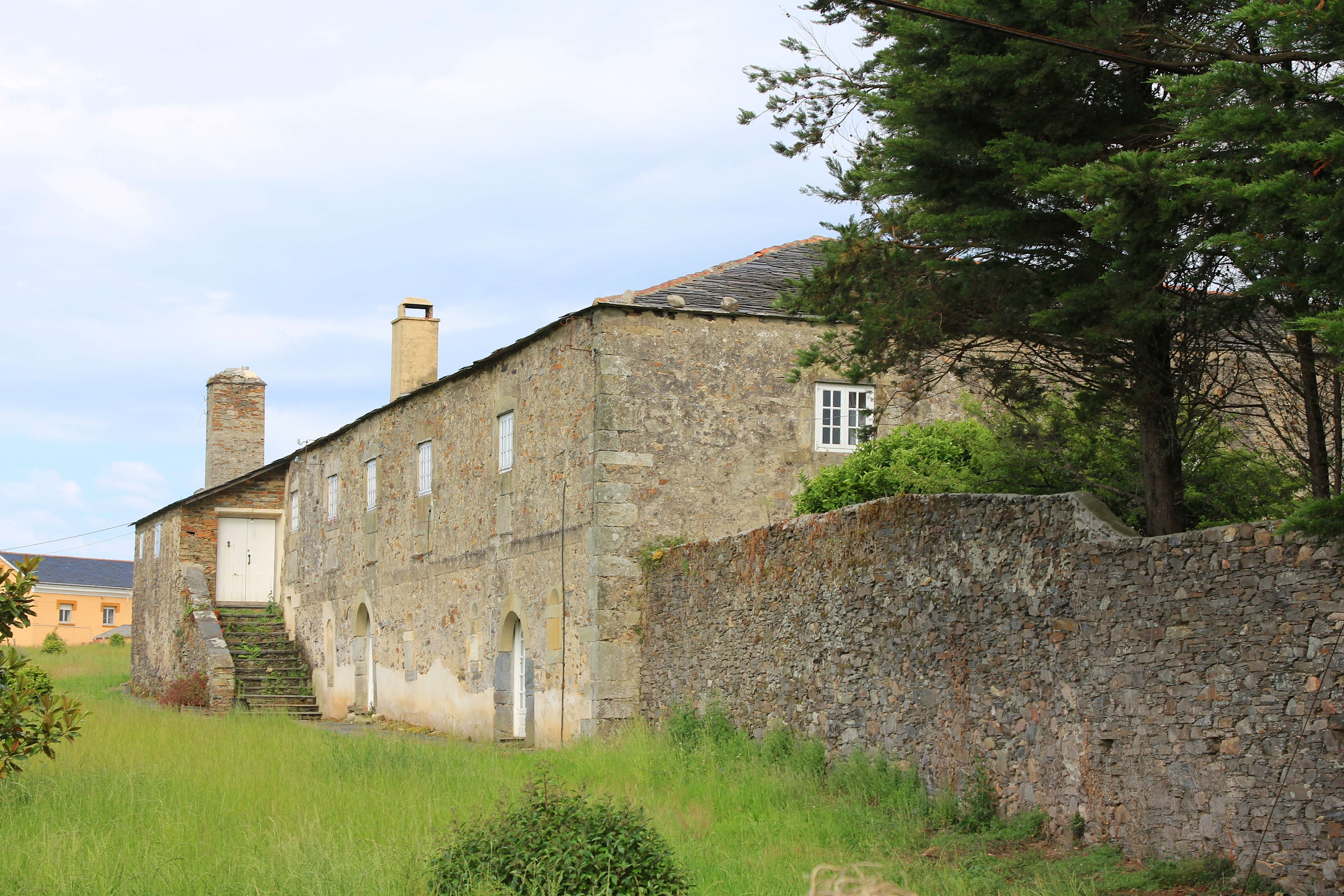
Palacio de Campos

En el siglo XVIII hubo un hospital de peregrinos llamado Hospital de Santiago y Santa Ana, que fue derribado en el siglo XIX, y la capilla en el siglo XX. Estaba situado en el lugar que aun hoy se denomina el Campo del Hospital.
En época romana, durante los siglo I y siglo II,  hubo una explotación a cielo abierto de oro y estaño que dio lugar a la formación de tres lagunas artificiales situadas actualmente en un bosque de vegetación muy cerrada formado principalmente por pinos y eucaliptos. Se calcula que hay más de 30 toneladas de oro aun en el yacimiento, pero a día de hoy continúa sin explotarse.

## Patrimonio
- Iglesia Parroquial de Santa María. De finales del siglo XIX en estilo neogótico. Consta de una sola nave con una torre campanario de planta cuadrada y un pequeño pórtico lateral paralelo a la nave. Construida con mampostería de pizarra reforzada con cantería en las esquinas y cornisas. La cubierta es de pizarra, salvo en la cumbrera que lleva teja árabe y ladrillo en la aguja de la torre.
- Kiosko de música, en piedra, fue construido en la década de 1950.
- Palacio de Campos (o Palacio de los Marqueses de Santa María del Villar o Palacio de los Magdalena), ejemplo de palacio rural, con planta baja y primer piso, con escudo en la fachada principal y capilla enfrente de la portada de acceso.

## Núcleos de población
Los núcleos que conforman la parroquia son:
| Núcleo          | Nombre oficial  | Pob (2022) | Datos INE | Altitud (m.) |
| --------------- | --------------- | ---------- | --------- | ------------ |
| Cortaficio      | El Cortaficio   | 24         | [ 6 ]     | 31           |
| Folgueiras      | As Folgueiras   | 3          | [ 7 ]     | 25           |
| Rabote          | El Rabote       | 6          | [ 8 ]     | 30           |
| La Rebollada    | A Rebollada     | 7          | [ 9 ]     | 41           |
| Campos y Salave | Campos y Salave | 260        | [ 10 ]    | 41           |

## Demografía
Según los últimos datos recogidos del año 2022, Campos y Salave cuenta con una población de 300 habitantes (153 hombres y 147 mujeres).   
A continuación, se muestra la evolución demográfica desde el año 2000:  
| Gráfica de evolución demográfica de Campos y Salave entre 2000 y 2022                    |
|                                                                                          |
| Fuente: Instituto Nacional de Estadística de España - Elaboración gráfica por Wikipedia. |